# Пастка (фільм, 1989)
«Пастка» (англ. Tripwire) — американський бойовик 1989 року.

## Сюжет
Поліцейський Джек Дефорест намагається захопити Джозефа Сабо, лідера терористичного угрупування, що спеціалізується на нелегальній торгівлі зброєю. Бандиту вдається зникнути, але куля Джека наздоганяє його сина, і хлопець гине. Тоді Сабо розробляє жорстокий план помсти поліцейському.

## У ролях
- Теренс Нокс — Джек ДеФорест
- Девід Ворнер — Джозеф Сабо
- Ізабелла Хофманн — Енні
- Шарлотта Льюїс — Труді
- Андрас Джонс — Рік ДеФорест
- Сай Річардсон — Турбо
- Марко Родрігес — Ель Тайгер
- Вігго Мортенсен — Ганс
- Яфет Котто — Лі Пітт
- Томмі Чонг — Мерл Шайн
- Мег Фостер — Джулія
- Дін Токуно — Мізогучі
- Джон Річард Платтен — майор Райлі
- Річард Стей — Джефф Сабо
- Лу Бонакі — Різ
- Крейг Клайд — Магрудер
- Френк Л. Бейр II — Румер
- Мелінда Хейнс — дівчина Турбо
- Антоніо Мартін — Гектор